# Atletisme als Jocs Olímpics de la Joventut de 2018
L'Atletisme als Jocs Olímpics de la Joventut de 2018 es va disputar de l'11 al 16 d'octubre de 2018 al Parque Polideportivo Roca, a Buenos Aires, Argentina.

## Medaller
| Pos.  | País            | Or | Plata | Bronze | Total |
| 1     | Ucraïna         | 3  | 0     | 1      | 4     |
| 2     | R.P. de la Xina | 2  | 1     | 1      | 4     |
| 3     | Cuba            | 2  | 0     | 0      | 2     |
| 4     | Austràlia       | 1  | 3     | 0      | 4     |
| 5     | Estats Units    | 1  | 1     | 1      | 3     |
| 6     | Alemanya        | 1  | 1     | 0      | 2     |
| 6     | Algèria         | 1  | 1     | 0      | 2     |
| 8     | Etiòpia         | 1  | 0     | 1      | 2     |
| 8     | Sud-àfrica      | 1  | 0     | 1      | 2     |
| 10    | Argentina       | 1  | 0     | 0      | 1     |
| 10    | Bèlgica         | 1  | 0     | 0      | 1     |
| 10    | Mèxic           | 1  | 0     | 0      | 1     |
| 10    | Nova Zelanda    | 1  | 0     | 0      | 1     |
| 14    | Rússia          | 0  | 2     | 0      | 2     |
| 15    | Índia           | 0  | 1     | 1      | 2     |
| 16    | França          | 0  | 1     | 0      | 1     |
| 16    | Hongria         | 0  | 1     | 0      | 1     |
| 18    | Finlàndia       | 0  | 0     | 2      | 2     |
| 18    | Japó            | 0  | 0     | 2      | 2     |
| 18    | Tunísia         | 0  | 0     | 2      | 2     |
| 21    | Itàlia          | 0  | 0     | 1      | 1     |
| Total | Total           | 17 | 12    | 13     | 42    |

## Medallistes

### Homes
| Prova                  | Or                           | Plata                       | Bronze                    |
| 100 m                  | Luke Davids                  | Alaba Olukunle Akintola     | Seiryo Ikeda              |
| 200 m                  | Abdelaziz Mohamed            | Antonio Watson              | Lucas Conceicao Vilar     |
| 400 m                  | Luis Antonio Aviles Ferreiro | Kennedy Luchembe            | Nicholas Ramey            |
| 800 m                  | Tasew Yada                   | Mohamed Ali Gouaned         | Mehmet Celik              |
| 1500 m                 | Jean de Dieu Butoyi          | Anass Essayi                | Melese Nberet             |
| 3000 m                 | Jackson Kavesa Muema         | Alaba Olukunle Akintola     | Seiryo Ikeda              |
| 110 m tanques          | Owaab Barrow                 | Kenny Fletcher              | Addis Wong Lok Hei        |
| 400 m tanques          | Haruto Deguchi               | Daniel Huller               | Mohammed Duhaim M Almuawi |
| 2000 m obstacles       | Abrham Sime                  | Baptiste Guyon              | Abel Yamane               |
| 5000 m marxa           | Oscar Patin                  | Suraj Panwar                | Jan Moreu                 |
| Salt d'alçada          | Chen Long                    | Oscar Miers                 | Oleh Doroshchuk           |
| Salt amb perxa         | Baptiste Thiery              | Kazuki Furusawa             | Dmitry Kachanov           |
| Salt de longitud       | Lester Alcides Lescay Gay    | Joshua Cowley               | Koki Wada                 |
| Triple salt            | Jordan Díaz                  | Ineh Emmeanuel Oritsemeyiwa | Chithravel Praveen        |
| Llançament de pes      | Nazareno Sasia               | Xing Jialiang               | Carmelo Alessandro Musci  |
| Llançament de disc     | Connor Bell                  | Jorge Luis Contreras        | Gracjan Kozak             |
| Llançament de martell  | Mykhaylo Kokhan              | Valentin Andreev            | Wang Qi                   |
| Llançament de javelina | Laine Topias                 | Osorio Gustavo Agustin      | Florian Martin            |